# V.LEAGUE Division3 2018-19
V.LEAGUE Division3 2018-19は、日本のバレーボールリーグ・V.LEAGUEのサードディビジョンである「V.LEAGUE Division3」(V3) の初年度のシーズンである。

## 概要
2018-19シーズンより始まったV.LEAGUE のサードカテゴリとして開催される V.LEAGUE Division3 の初年度シーズンである。実質的な前身はV・チャレンジリーグIIに相当するが、スーパーリーグライセンスの付与状況により男子の6チームで行われた。
なお、女子はヴィクトリーナ姫路がS3ライセンスを所有していたが、女子は当面V3が開催されないためDivision2 (V2)に参加。V3は男子のみで行われた。

## 日程
日程は概ねV2男子と合わせられ、2018年11月10日から2019年3月17日の間で開催される。12月9日から1月5日までの間はインターバルが設けられる。

## 参加チーム
都道府県コード順。S3ライセンスを有する6チームが参戦する。
| チーム名                           | 本拠 都道府県 | 2017-18シーズン         | ライセンス | 備考 |
| ---------------------------------- | ------------- | ----------------------- | ---------- | ---- |
| ヴォレアス北海道                   | 北海道        | チャレンジリーグⅡ・優勝 | S3         |      |
| 東京トヨペット・グリーンスパークル | 東京都        | チャレンジリーグⅡ・10位 | S3         |      |
| ヴィアティン三重                   | 三重県        | チャレンジリーグⅡ・4位  | S3         |      |
| 近畿クラブスフィーダ               | 大阪府        | チャレンジリーグⅡ・3位  | S3         |      |
| 兵庫デルフィーノ                   | 兵庫県        | チャレンジリーグⅡ・9位  | S3         |      |
| 奈良NBKドリーマーズ                | 奈良県        | チャレンジリーグⅡ・8位  | S3         |      |

## 試合方式
V・レギュラーラウンドのみが行われ、6チームによる4回戦総当たり、1チーム当たり20試合のリーグ戦の成績により順位を決定。

### 順位決定方式
V・レギュラーラウンドでは以下のように順位を決定する。
1. ポイント
2. 勝利数
3. セット率
4. 得点率
5. 当該チーム間の対戦成績

ポイントの付与
各試合ごとに以下の通りポイントが付与される。
| 条件                                       | 付与ポイント |
| ------------------------------------------ | ------------ |
| セットカウント「3-0」あるいは「3-1」で勝利 | 3点          |
| セットカウント「3-2」で勝利                | 2点          |
| セットカウント「2-3」で敗戦                | 1点          |
| セットカウント「1-3」あるいは「0-3」で敗戦 | 0点          |

## 結果
| 順位 | チーム                             | 試合 | 試合 | 試合 | セット   | セット   | セット   | 得点   | 得点   | 得点   |
| 順位 | チーム                             | 勝点 | 勝数 | 敗数 | 得セット | 失セット | セット率 | 得点計 | 失点計 | 得点率 |
| 1    | ヴォレアス北海道                   | 51   | 18   | 2    | 57       | 20       | 2.850    | 1831   | 1599   | 1.145  |
| 2    | ヴィアティン三重                   | 49   | 17   | 3    | 55       | 19       | 2.895    | 1749   | 1515   | 1.154  |
| 3    | 近畿クラブスフィーダ               | 33   | 11   | 9    | 42       | 37       | 1.135    | 1780   | 1737   | 1.025  |
| 4    | 奈良NBKドリーマーズ                | 25   | 8    | 12   | 33       | 41       | 0.805    | 1668   | 1667   | 1.001  |
| 5    | 兵庫デルフィーノ                   | 12   | 4    | 16   | 18       | 51       | 0.353    | 1335   | 1654   | 0.807  |
| 6    | 東京トヨペット・グリーンスパークル | 10   | 2    | 18   | 18       | 55       | 0.327    | 1518   | 1709   | 0.888  |

出典：V.LEAGUE
北海道・三重・兵庫の3チームが次年度のS2ライセンスを取得したため、V2へ昇格となった。

## 表彰
全日程終了後、以下のように個人賞が発表された。
個人賞
| 賞の名称         | 受賞者氏名 | 所属チーム名         | 記録   | 受賞回数 | 備考                         |
| ---------------- | ---------- | -------------------- | ------ | -------- | ---------------------------- |
| 最高殊勲選手賞   | 古田史郎   | ヴォレアス北海道     | -      | 初受賞   |                              |
| 敢闘賞           | 田中一彰   | ヴィアティン三重     | -      | 初受賞   |                              |
| 最優秀新人賞     | 辰巳遼     | ヴォレアス北海道     | -      | -        |                              |
| 得点王           | 古田史郎   | ヴォレアス北海道     | 492点  | 初受賞   | 最高得点                     |
| スパイク賞       | 長谷川博紀 | ヴィアティン三重     | 53.4%  | 初受賞   | アタック決定率               |
| ブロック賞       | 河戸俊亮   | 近畿クラブスフィーダ | 0.93本 | 初受賞   | セット当たりブロック決定本数 |
| サーブ賞         | 茶屋道康輔 | ヴィアティン三重     | 13.9%  | 初受賞   | サーブ効果率                 |
| サーブレシーブ賞 | 大原悠     | 近畿クラブスフィーダ | 74%    | 初受賞   | サーブレシーブ成功率         |